# Medasina tephrosiaria
Medasina tephrosiaria là một loài bướm đêm trong họ Geometridae.